# 4570 Runcorn
4570 Runcorn је астероид главног астероидног појаса са средњом удаљеношћу од Сунца која износи 2,198 астрономских јединица (АЈ).
Апсолутна магнитуда астероида је 13,0.